# Matéria (filosofia)
Na filosofia, matéria  é um termo polissêmico com uma complexa etimologia. Considera-se Aristóteles como o primeiro filósofo a definir um conceito estável de matéria (às vezes especificamente referido como prima materia), a partir da palavra Hule ou Hyle, equivalente do grego antigo à madeira. A concepção aristotélica de 'matéria' era compreendida através do contraste com o conceito de forma, propondo que ambos formam um par, principal componente da realidade, correspondendo, em outras palavras, ao par material-estrutura.
A partir do século XVII, o conceito de matéria começou a ser pensado enquanto algo localizado no espaço-tempo e tendo as propriedades de extensão e mobilidade. Ficou caracterizado na ciência moderna como algo possuindo massa e extensão, distinto da energia. Na Física quântica, essa distinção não tem mais sustentação.